# Lutz Landgraf (Turntrainer)
Lutz Landgraf (* 1949) ist ein ehemaliger deutscher Turntrainer.

## Leben
Als Turner besuchte Landgraf die Kinder- und Jugendsportschule und war Mitglied des SC Dynamo Berlin. Er studierte an der Humboldt-Universität zu Berlin. Landgraf war Trainer bei der BSG Lokomotive Schöneweide, des SC Dynamo Berlin, beziehungsweise nach der Wende dessen Nachfolgeverein Berliner SC.
Bis September 1999 betreute er 13 Jahre lang Andreas Wecker als Trainer, unter Landgrafs Leitung wurde dieser 1995 Weltmeister und 1996 Olympiasieger am Reck. Das Verhältnis zwischen Landgraf und Wecker war neben den Erfolgen auch durch wiederkehrenden Streit gekennzeichnet. Landgraf wurde als Trainer als „abgeklärte, präzise Analytiker“ beschrieben. Während seiner Trainerlaufbahn betreute Landgraf weitere Spitzenturner, darunter Stefan Herbrich, Lutz Hoffmann und Ulf Hoffmann, Torsten Mettke, Jan-Peter Nikiferow und Holger Zeig.
Landgraf war als Bundestrainer beim Deutschen Turner-Bund (DTB) im Amt, er arbeitete bis 2005 für den Verband.